# Fatukoan (Holpilat)
Fatukoan ist ein osttimoresisches Dorf im Suco Holpilat (Verwaltungsamt Maucatar, Gemeinde Cova Lima). Bis 2015 war Fatukaon noch Teil des Sucos Debos (Verwaltungsamt Suai). Fatukoan liegt auf einer Meereshöhe von 111 m, nördlich des Flusses Tafara an der südlichen Küstenstraße Osttimors, die hier etwas weiter landeinwärts verläuft.